# Theodoliet

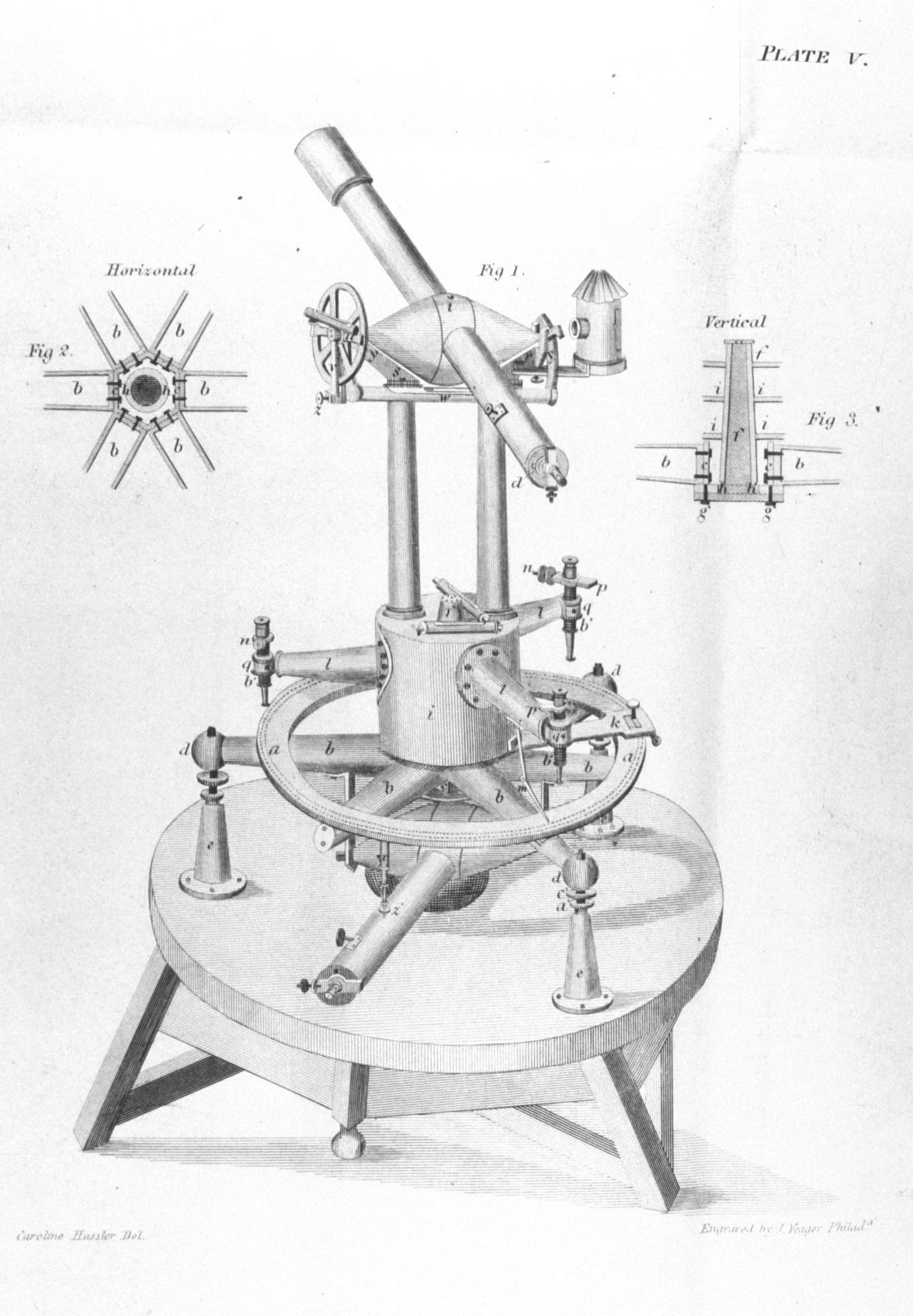
Theodoliet uit 1820

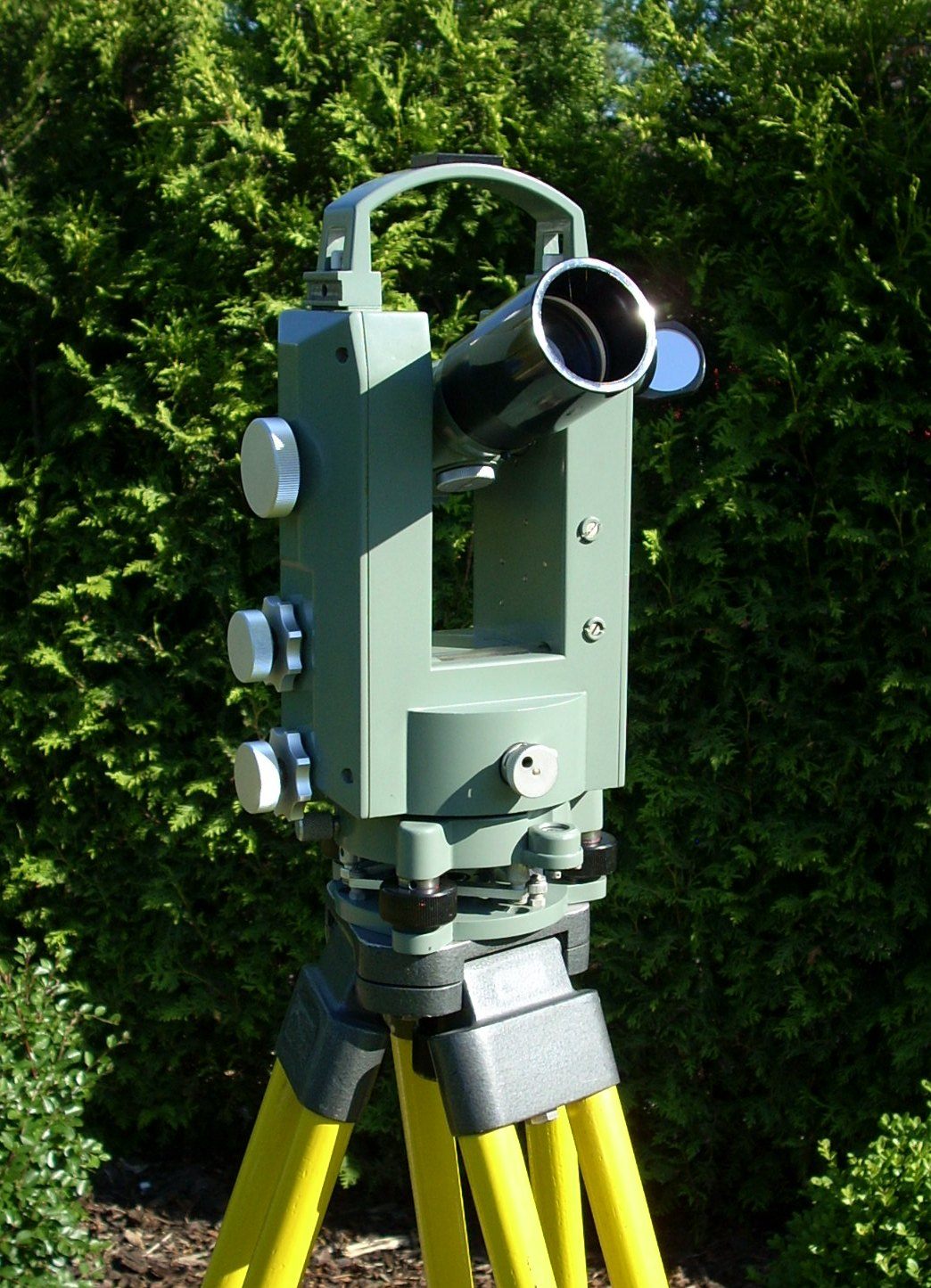
Theodoliet uit ca. 1961

Een theodoliet is een hoekmeetinstrument uit de landmeetkunde. 
Met een theodoliet kan men horizontale en verticale hoeken meten met een hoge nauwkeurigheid. Dit toestel is in essentie niet meer dan een kijker die om twee assen draait: een verticale as, ook wel de eerste as genoemd en een horizontale as, ook wel de tweede as genoemd. 
Op beide assen zit een systeem dat het toelaat de waarde van de betreffende hoek af te lezen. Bij de oudere optisch-mechanische toestellen gebeurde dat met een ringvormige glasplaat waarin een verdeling was aangebracht. Met behulp van een index en afleesinrichting, en soms met microscopen, werd de waarde gelezen. Het waren kolossale instrumenten, die soms wel 90 kg wogen. Bij de huidige elektronische theodoliet gebeurt dit met behulp van een roterende glazen cirkelrand waarop een vast aantal verdelingen is aangebracht (bijvoorbeeld 1024). Een stel indexen leveren hier de hoekwaarde.
Een buisniveau, zoals in een waterpas, in het toestel ingebouwd, laat het toe om het toestel op waterpas te zetten. In die toestand zou de eerste as verticaal moeten staan en de tweede as horizontaal.
Om voldoende nauwkeurig te werken voor de landmeetkunde bruikbare resultaten, dient een theodoliet zeer nauwkeurig gebouwd te worden. Niettegenstaande zijn hoge nauwkeurigheid heeft elk toestel nog steeds een aantal fouten in zich. De landmeter of topograaf dient daarmee vertrouwd te zijn.
Een theodoliet is niet in staat om afstanden te meten. Nochtans zijn afstanden meestal essentiële elementen bij de meetmethoden waarin een theodoliet wordt ingezet (driehoeksmeting, veelhoeksmeting etc.). Die afstanden dienen dus met andere instrumenten te worden gemeten. Een moderne, gecomputeriseerde theodoliet met afstandsmeter is een totaalstation of tachymeter.
Het is pas sedert de opkomst van de digitale afstandsmeter en later de digitale theodoliet dat beide toestellen steeds meer met elkaar zijn versmolten. Tegenwoordig gebruikt de landmeter meestal een totaalstation, zijnde de combinatie van theodoliet, afstandsmeter en digitale registratie.